# Mission Kashmir

Mission Kashmir est un film indien réalisé par Vidhu Vinod Chopra, sorti en Inde le 27 octobre 2000.

## Synopsis
À la tête d'une escouade de police, Inayat Khan se blesse en portant secours à un de ses hommes. Il est soigné par le Dr Akhtar qui, peu de temps après, est assassiné par un groupe de terroristes mené par Malik ul Khan. Ce dernier a lancé une fatwa à l'encontre des médecins prodiguant des soins aux policiers ou aux membres de leurs familles. Sous la menace, aucun médecin n'accepte de s'occuper du jeune fils de Inayat Khan, Irfan, grièvement blessé lors d'un accident et l'enfant meurt de ses blessures. Lorsque Malik ul Khan est repéré dans un petit village du Cachemire, Inayat Khan organise une opération pour le capturer. Malheureusement, l'opération tourne mal et toute une famille est décimée au cours de l'assaut donné par les policiers. Seul Altaaf, un jeune garçon, échappe au massacre. Recueilli par Inayat Khan, il finit par apprendre la vérité sur son père adoptif. Il tente de le tuer et s'enfuit. Des années plus tard, Altaaf, en quête de vengeance, réapparaît aux côtés de Hilal Kohistani, un redoutable terroriste dont l'ambition est de déclencher une guerre civile au Cachemire.

## Fiche technique
- Titre : Mission Kashmir
- Langues : Hindî, Anglais
- Réalisation : Vidhu Vinod Chopra
- Scénario : Abhijit Joshi et Suketu Mehta
- Dialogues : Atul Tiwari
- Pays : Inde
- Date de sortie : 27 octobre 2000 (Inde)
- Musique : Shankar-Loy-Ehsaan (Shankar Mahadevan, Loy Mendonsa et Ehsaan Noorani)
- Paroles : Rahat Indori, Sameer
- Direction artistique : Nitin Desai
- Cascades : Allan Amin
- Chorégraphies : Rekha Prakash, Saroj Khan
- Producteurs : Vidhu Vinod Chopra, Vir Chopra
- Durée : 150 min

## Distribution
- Sanjay Dutt : Inayat Khan
- Hrithik Roshan : Altaaf
- Preity Zinta : Sufiya Parvez
- Sonali Kulkarni : Neelima Khan
- Puru Rajkumar : Malik Ul Khan
- Jackie Shroff : Hilal Kohistani
- Abhay Chopra : Avinash Mattoo
- Vineet Sharma : Gurdeep Singh
- Rajendra Gupta : Deshpande
- Mohsin : Altaaf enfant
- Yogin Soni : Irfaan Khan
- Heena Biswas : Sufiya enfant
- Sanjeev Rattan : Ghafoor
- Manoj Mishra : Koisha
- Chandan Bisht : Sadiq
- Ram Awana : Zuber
- Sanjeev Siddharth : Idris
- Sandeep Mehta : Dr. Mehta
- Ashok Banthia : Shrafat
- Shahid Khan : Hamid Rampuria
- Masoo : Baig
- Gopi Desai : La mère de Altaaf
- Rajeev Saxena : Le père de Altaaf
- Hena : Najjo
- Suchita Trivedi : La femme du Dr. Akhtar
- Swarangi : La fille du Dr. Akhtar

## Musique
- Mission Kashmir comporte 7 chansons : Bhumbro ~ Chupke Se Suun ~ Rind Posh Maal ~ Socho Ke Jheelon Ka ~ Maaf Bhi Kar Do Yaar ~ So Ja Chanda ~ Dhuan Dhuan

## Autour du film
- En 2001, Mission Kashmir a obtenu le Filmfare Award des meilleures cascades (Allan Amin).
- Avant d'être tenus par Sanjay Dutt et Hrithik Roshan, les rôles de Inayat Khan et Altaaf ont été proposés à Amitabh Bachchan et Shahrukh Khan.